# Alexander Walser

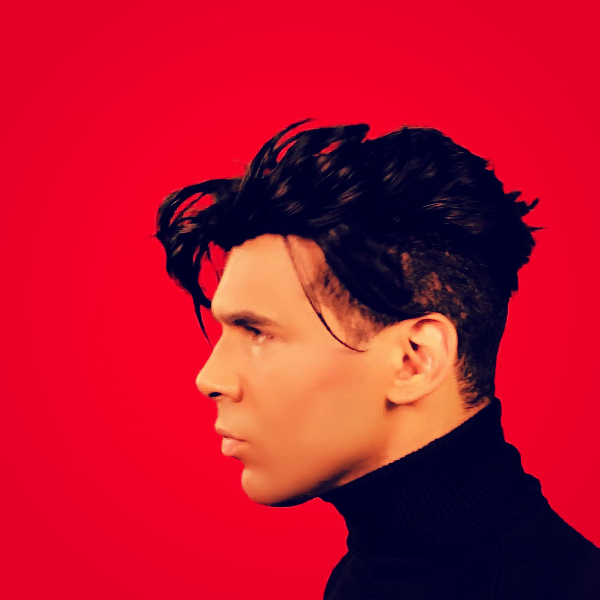
Al Walser

Alexander „Al“ Walser (* 16. Juli 1976 in Lausanne, Schweiz) ist ein schweizerisch-liechtensteinischer Musiker, Komponist und Produzent. Er lebt in Los Angeles.

## Erfolge als Sänger/Produzent
1997, nachdem sich die erste Generation der Fun Factory aufgelöst hatte, wurde Walser Leadsänger, Rapper und Komponist der zweiten Generation Fun Factory.
Seit 1999 produzierte und schrieb Walser Titel, unter anderem für Dieter Bohlens Boygroup Touché, Kids In America, Nubyas Eurovision Beitrag, Just For You, African Queen im Jahr 2007, Naked im Jahr 2008 oder den Michael-Jackson-Tribute-Song, Living Your Dream, mit Jermaine Jackson.
2012 veröffentlichte er die Single I Can’t Live Without You. Sie wurde für einen Grammy in der Kategorie Beste Dance-Aufnahme nominiert.
Seine Radioshow Al Walser’s Weekly Top 40 war 2012 weltweit auf rund 70 Radiosendern zu hören.

## Diskografie
- Dancin’ on the Top (1997)
- Midnight Party (1997)
- Just for You (Nubya & Al Walser, 1999)

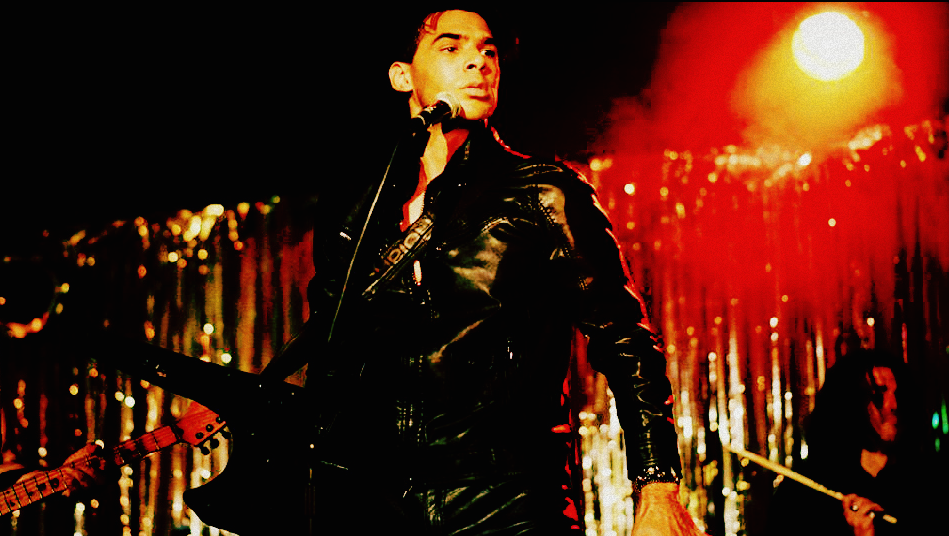
Al Walser live

- Living Your Dream (Al Walser, Jermaine Jackson featuring MJ All Stars, 2009)
- Drunk Drunk Drunk (2011)
- Trendsetter (Joelina Drews & Al Walser) (2011)
- I Can’t Live Without You (2012)
- I Want My Money Now (Album 2015)